# Polnische Gemeinde in der Freien Stadt Danzig

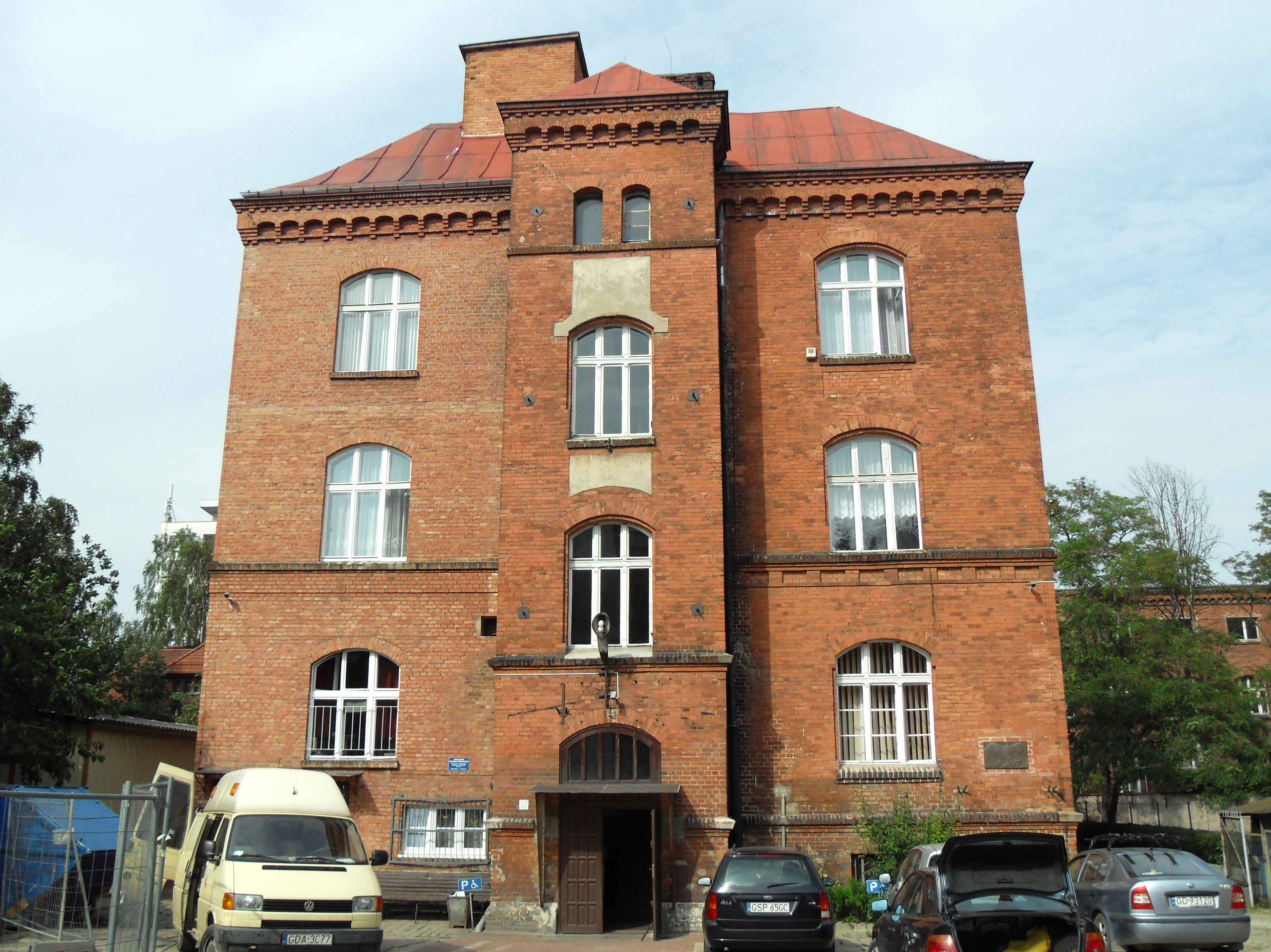
Polnisches Haus in Danzig

Die Polnische Gemeinde (polnisch Gmina Polska) war eine Organisation in der Freien Stadt Danzig von 1921 bis 1937. Sie vertrat die politischen und kulturellen Interessen der polnischen Bevölkerung im Freistaat.

## Geschichte
Die Polnische Gemeinde wurde am 21. April 1921 gegründet. Erster Vorsitzender wurde Franciszek Kubacz. Sie setzte sich für die politischen und juristischen Rechte der polnischen Einwohner im Freistaat Danzig ein, sowohl für die Einheimischen mit Danziger Staatsbürgerschaft, als auch die Zugewanderten mit polnischer Staatsbürgerschaft. Die  Gemeinschaft arbeitete eng mit anderen polnischen Organisationen und Vereinigungen zusammen. Sie organisierte auch kulturelle und soziale Veranstaltungen und mobilisierte die polnische Bevölkerung zu den Wahlen zum Volkstag und den Gemeindevertretungen.
1923 hatte sie etwa 7500 Mitglieder, 1933 etwa 5000. Seit 1924 war ihr Sitz im Polnischen Haus (Dom Polski) in der Wallgasse 16 (jetzt ul. Wałowa 17).
Seit Ende der 1920er Jahre kam es zu  Spannungen zwischen einigen führenden Vertretern, die 1933 zu einer Abspaltung des Bundes der Polen in der Freien Stadt Danzig (Związek Polaków w Wolnym Mieście Gdańsku) unter Zygmunt Moczyński führte.
1937 schlossen sich beide Organisationen unter dem zunehmenden nationalsozialistischen Druck in der Stadt zu der Organisation Polnische Gemeinde Bund der Polen in der Freien Stadt Danzig (Gmina Polska Związek Polakoo Polaków w Wolnym Mieście Gdańsku) zusammen. Diese wurde im Herbst 1939 aufgelöst.